# 樋口毅宏
樋口 毅宏（ひぐち たけひろ、1971年 - ）は、日本の小説家。

## 経歴
東京都豊島区雑司ヶ谷生まれ。帝京大学文学部卒業。コアマガジンにて『ニャン2倶楽部Z』『BUBKA』の編集、白夜書房にて『コリアムービー』『みうらじゅんマガジン』の編集長を務める。取材で出会った白石一文の紹介により、2009年『さらば雑司ヶ谷』で小説家デビュー。2011年、『民宿雪国』で第24回山本周五郎賞候補と第2回山田風太郎賞候補になる。2012年、『テロルのすべて』で第14回大藪春彦賞候補になる。日本文芸家協会会員。
2015年6月15日、弁護士の三輪記子と再婚。出会いのきっかけは三輪が樋口の著書『タモリ論』を新幹線で泣きながら一気読みしたエピソードをTwitterに投稿したことからである。同2015年から三輪の在住地である京都に二年半在住し、2017年から夫婦で東京に移る。2022年に第2子にあたる女児が誕生。妻の実家がある福山市を年に1回訪れており、いいところだなと思っている。
2016年9月に作家引退を表明。「もう飽きたんだよ。作家なんて男子一生の仕事じゃねえんだよ」とその理由を語るが、それ以降も小説を発表している。

## 作品リスト

### 単行本
- 『さらば雑司ヶ谷』（2009年 新潮社 / 2012年 新潮文庫）
- 『日本のセックス』（2010年 双葉社 / 2012年 双葉文庫）
- 『民宿雪国』（2010年 祥伝社 / 2013年 祥伝社文庫）
- 『雑司ヶ谷R.I.P.』（2011年 新潮社 / 2013年 新潮文庫）
- 『テロルのすべて』（2011年 徳間書店 / 2014年 徳間文庫）
- 『二十五の瞳』（2012年 文藝春秋 / 2014年10月文春文庫）
- 『ルック・バック・イン・アンガー』（2012年 祥伝社）のち文庫
- 『タモリ論』（2013年 新潮新書）
- 『甘い復讐』（2014年 角川書店/2016年 角川文庫）
  - 収録作品：甘い復讐 / 永遠とドラゴン / さくらの結婚 / ある芸者の証言 / 十階建てのラブストーリー / 余生
- 『愛される資格』（2014年 小学館/2017年 小学館文庫）
- 『ドルフィン・ソングを救え！』（2015年 マガジンハウス/2019年 角川文庫）
- 『さよなら小沢健二』（2015年 扶桑社）コラム集
- 『太陽がいっぱい』（2016年 扶桑社）「引退作品」
- 『おっぱいがほしい！―男の子育て日記―』（2017年 新潮社）
- 『アクシデント・レポート』（2017年 新潮社）
- 『東京パパ友ラブストーリー』（2019年 講談社）
- 『大江千里と渡辺美里って結婚するんだとばかり思ってた 昭和40年代男子の思い出エッセイ』（2020年、交通新聞社）
- 『中野正彦の昭和九十二年』（2022年、イースト・プレス）
- 『無法の世界 Dear Mom, Fuck You』（2023年、角川書店）
- 『凡夫 寺島知裕。 「BUBKA」を作った男』（2025年、清談社Publico）

### 雑誌掲載短編
- 「ROMANCE」（新潮社『yomyom』2013年秋」）
- 「断罪」（河出書房新社　『文藝』2014年冬号」）
- 「人生リングアウト」（朝日新聞出版『小説トリッパー』 2015年夏号）